# Mimosa calcicola
Mimosa calcicola är en ärtväxtart som beskrevs av Robinson. Mimosa calcicola ingår i släktet mimosor, och familjen ärtväxter. Inga underarter finns listade i Catalogue of Life.